# 2024년 하계 올림픽 모잠비크 선수단
모잠비크는 2024년 7월 26일부터 8월 11일까지 파리에서 열리는 2024년 하계 올림픽에 출전했다. 이는 1980년 하계 올림픽에서 국가가 공식 데뷔한 이후 11회 연속 하계 올림픽 출전이 된다.

## 출전 선수
| 종목 | 남자 | 여자 | 전체 |
| ---- | ---- | ---- | ---- |
| 육상 | 1    | 0    | 1    |
| 복싱 | 1    | 1    | 2    |
| 유도 | 0    | 1    | 1    |
| 요트 | 0    | 1    | 1    |
| 수영 | 1    | 1    | 2    |
| 전체 | 3    | 4    | 7    |

## 매달 집계
| 종목 | 1 | 2 | 3 | 합계 |
| 종목 | ' | ' | ' | '    |
| 종목 | ' | ' | ' | '    |
| 종목 | ' | ' | ' | '    |
| 합계 | ' | ' | ' | '    |

## 같이 보기
- 2024년 하계 올림픽